# إم. د. جينينغز
إم. د. جينينغز (بالإنجليزية: M. D. Jennings) هو لاعب كرة قدم أمريكية أمريكي، ولد في 25 يوليو 1988 في غرينادا في الولايات المتحدة.

## وصلات خارجية
- إم. د. جينينغز على موقع مرجع كرة القدم المحترفة.كوم (الإنجليزية)